# Senryū
Il senryū (川柳?) è un componimento poetico composto da tre versi per un totale di diciassette more. Nonostante condivida con l'haiku la struttura cinque-sette-cinque, si differenzia da quest'ultimo sia per i temi che per l'assenza del kigo. Il genere di poesia trae il suo nome dal poeta Karai Senryū (1718-1790).